# Hrabstwo Renville (Minnesota)
Hrabstwo Renville (ang. Renville County) – hrabstwo w stanie Minnesota w Stanach Zjednoczonych. Hrabstwo zajmuje powierzchnię 2556 km². Według szacunków United States Census Bureau w roku 2010 liczyło 15 730 mieszkańców. Siedzibą administracyjną hrabstwa jest Olivia.

## Miasta
- Bird Island
- Buffalo Lake
- Danube
- Fairfax
- Franklin
- Hector
- Morton
- Olivia
- Renville
- Sacred Heart